# Municipio de Garden City (Kansas)
El municipio de Garden City (en inglés, Garden City Township) es una subdivisión administrativa del condado de Finney, Kansas, Estados Unidos. Según el censo de 2020, tiene una población de 5773 habitantes.
La ciudad de Garden City, sede del condado, está rodeada del municipio pero constituye una entidad independiente. 

## Geografía
Está ubicado en las coordenadas 38°2′12″N 100°53′50″O / 38.03667, -100.89722 (38.036785, -100.897171). Según la Oficina del Censo de los Estados Unidos, tiene una superficie total de 320,72 km², de la cual 320,35 km² corresponden a tierra firme y 0,37 km² es agua.

## Gobierno
El municipio está gobernado por una junta de tres personas, encabezada por un trustee (en español, administrador). El cargo está ocupado por Carolyn Anspaugh.

## Demografía
Según el censo de 2020, hay 5773 personas residiendo en la región. La densidad de población es de 18,02 hab./km². El 54,67 % son blancos, el 0,80 % son afroamericanos, el 1,25 % son amerindios, el 0,09 % son isleños del Pacífico, el 0,74 % son asiáticos, el 21,10 % son de otras razas y el 21,36 % son de una mezcla de razas. Del total de la población, el 56,21 % son hispanos o latinos de cualquier raza.